# Bolszoje Zajmiszcze (obwód wołogodzki)
Bolszoje Zajmiszcze (ros. Большое Займище) – wieś w Rosji, w rejonie grazowieckim obwódu wołogodzkiego. W 2002 liczyła 30 mieszkańców, z kolei w 2010 populacja miejscowości wynosiła 19 osób.